# Гхош, Гиришчондро

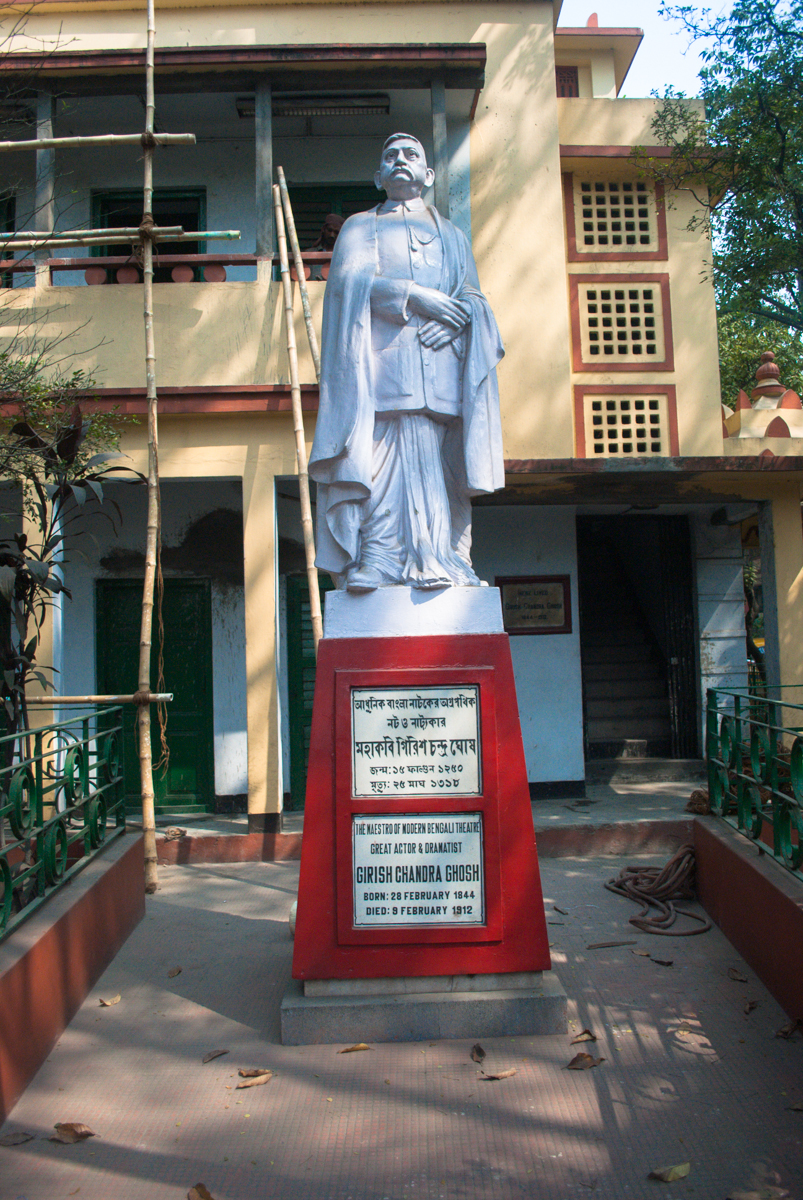
Памятник Г.Гхошу

Гиришчондро Гхош (бенг. গিরিশচন্দ্র ঘোষ; 28 февраля 1844, Калькутта, Британская Индия — 8 февраля 1912, там же) – индийский  бенгальский режиссёр, актёр, театральный деятель, драматург, поэт. Видный представитель золотого века бенгальского театра.

## Биография
Родился в многодетной семье. Получил начальное образование в Восточной семинарии. Рано потерял родителей и занялся самообразованием. В 1862 году поступил учеником в британскую компанию по бухгалтерскому учёту. Именно в это время начал писать пьесы, песни и стихи.
Получил хорошие знания в области английского языка и индуистской мифологии. Через некоторое время увлёкся драматическим творчеством и музыкой, присоединился к группе Haf-Akhrai. Благодаря этому вместе со своими друзьями основал театральный кружок.
Примыкал к радикальной буржуазной интеллигенции. Его деятельность способствовала развитию национального бенгальского театра. В 1867 году организовал театральную труппу «Джатра» в Багбазаре, на основе которой в 1871 году был открыт Национальный театр, первая бенгальская профессиональная театральная труппа.
В 1874 году начал работу в «Большом национальном театре» и вскоре стал его директором.
Вначале писал текст песен для постановки «Джатры», в 1881 году обратился к драматургии (пьеса «Убийство Раваны»). Создал ряд пьес на мифологические и религиозные сюжеты: «Инкогнито Пандавов» (1882), «Жизнь Прахлада» (1884), «Жизнь Будды» (1884), «Брахман Билва Мангал» (1885), «Чайтанья-свет» (1884), «Нимаи Шаньяс» (1885) — из жизни бенгальского религиозного реформатора и поэта Чайтаньи, «Хара-Гури» (1905), «Шанкарачарья» (1910) и др. Среди его пьес на сюжеты из истории Индии — «Ананда Рао» (1882), «Сирадж-уд-Даула» (1906), «Мир Касим» (1907), «Ашока» (1911).
Герои большинства этих пьес — индийские вожди и полководцы XVII—XVIII веков, боровшиеся за независимость Индии. В числе его пьес — социальная драма «Састи кишанти» (1909) о праве вдов на брак. Гхош — автор многочисленных комедий, насыщенных музыкой, песнями, танцами; лучшая из них — «Абу Хосен». Многие из пьес Гхоша ставились на сцене в «Большом национальном театре» и в созданных им театрах «Стар» (осн. 1883), «Минерва» (осн. 1892).
Гхош был выдающимся актёром своего времени, его называли «Гарриком бенгальской сцены»; среди ролей : Ним Чанд, Лалит («Шадхабар экадаси», «Лилавати» Дино-бондху Миттро), Макбет (пер. пьесы принадлежит Г.Гхошу). Воспитал ряд крупных актёров.
Считал себя учеником гуру Рамакришны.